# Knivkæbefisk
Knivkæbefisk (Oplegnathus) er den eneste anerkendte slægt i knivkæbefiskfamilien (Oplegnathidae) som er  havlevende pigfinnefisk. Den største, kapknivkæbefisk, kan nå en maksimal længde på omkring 90 cm. Knivkæbefisk har tænder, som i voksenalderen er vokset sammen til et papegøjeagtigt næb. De lever af rankefødder og bløddyr. De er hjemmehørende i Det Indiske Ocean og Stillehavet og bliver fisket kommercielt.

## Arter
Slægten har følgende arter:
- Oplegnathus conwayi J. Richardson, 1840, 1840 (Kapknivkæbefisk)
- Oplegnathus fasciatus (Temminck & Schlegel, 1844) (stribet  knivkæbefisk)
- Oplegnathus insignis (Kner, 1867) (pacifisk knivkæbefisk)
- Oplegnathus peaolopesi J. L. B. Smith, 1947 (Mozambique-knivkæbefisk)
- Oplegnathus punctatus (Temminck & Schlegel, 1844) (plettet knivkæbefisk)
- Oplegnathus robinsoni Regan, 1916 (Natalknivkæbefisk)
- Oplegnathus woodwardi Waite, 1900